# オーウェン郡 (インディアナ州)
オーウェン郡（英: Owen County）は、アメリカ合衆国インディアナ州の西部に位置する郡である。2010年国勢調査での人口は21,575人であり、2000年の21,786人から1.0％減少した。郡庁所在地はスペンサー町（人口2,217人）であり、同郡で人口最大の町でもある。1920年の国勢調査では、郡内にアメリカ合衆国の人口重心が存在した。
オーウェン郡はブルーミントン大都市圏に属している。

## 歴史
オーウェン郡は1819年に設立された。郡名はティッペカヌーの戦いで戦死したエイブラハム・オーウェン大佐に因んで名付けられた。
1920年、アメリカ合衆国国勢調査局はアメリカ合衆国の人口重心がスペンサー町の南南東8マイル (13 km) の地点に有ったと報告した。人口重心は1790年の国勢調査を始めてから少しずつ（10マイル、16 km 以下）西へ移動していた。アメリカ合衆国東部が特に1890年から1920年に急成長したときは、西への動きが鈍化された。

## 地理
アメリカ合衆国国勢調査局に拠れば、郡域全面積は387.82平方マイル (1,004.4 km2)であり、このうち陸地385.29平方マイル (997.9 km2)、水域は2.54平方マイル (6.6 km2)で水域率は0.65％である。

### 主要高規格道路
- アメリカ国道231号線
- インディアナ州道42号線
- インディアナ州道43号線
- インディアナ州道46号線
- インディアナ州道67号線
- インディアナ州道157号線
- インディアナ州道243号線
- インディアナ州道246号線

### 隣接する郡
- パットナム郡 - 北
- モーガン郡 - 北東
- モンロー郡- 南東
- グリーン郡 - 南
- クレイ郡 - 西

## 気候と気象
近年、郡庁所在地であるスペンサー町の平均気温は1月の15°F (-9 ℃) から7月の84°F (29 ℃) まで変化している。過去最低気温は1994年1月に記録された-33°F (-36 ℃) であり、過去最高気温は1954年7月に記録された107°F (42 ℃) である。月間降水量は1月の2.56インチ (65 mm) から5月の4.97インチ (126 mm) まで変化している。

## 郡政府
郡政府は憲法による政体であり、インディアナ州憲法とインディアナ州法典によって特別の権力を認められている。

### 郡政委員会
郡政委員会は郡政府財政を扱う立法府である。委員は7人であり、そのうち3人は郡全体から、4人は4つの選挙区から選ばれる。任期は全て4年間であり、郡全体の選挙は大統領選挙と同じ年に、選挙区の選挙はその中間年に行われる。委員の中の一人が議長、もう一人が副議長となる。給与、年間予算、特別支出を設定する責任がある。郡レベルで所得税や資産税、消費税、サービス税を課する限定付き権限があるが、所得税と資産税は州の承認を要する。アルコール飲料委員会や図書館委員会など地方レベルの委員会は郡政委員会が指名する1人以上の委員を有している。

### 行政委員会
行政委員会は郡政府の行政府である。定数は3人である。委員は郡全体を選挙区に選出されるが、それぞれが3つに分けられた地区に住んでいる必要がある。委員の2人が大統領選挙と同じ年に、もう1人はその中間年に改選される。任期は4年間である。委員の中の一人が議長、もう一人が副議長となる。行政委員会は郡政委員会が決めた法を実行し、税金を集め、郡政府の日々の機能を管理する責任がある。

### 郡裁判所
郡は1つの巡回裁判所を維持している。判事は6年間任期で選出され、インディアナ州法廷弁護士協会の会員でなければならない。

### 郡政府役人
上記以外に、保安官、検視官、検察官、評価官、監査官、財務官、登記官、測量士および巡回裁判所事務官が選挙で選ばれている。任期は4年間であり、郡政府の異なる部門を監督している。郡政府に選ばれる役人は支持政党を公にすることが求めら、また郡の住人でなければならない。

## 人口動態
以下は2000年の国勢調査による人口統計データである。
| 基礎データ - 人口: 21,786人 - 世帯数: 8,282 世帯 - 家族数: 6,194 家族 - 人口密度: 22人/km2（57人/mi2） - 住居数: 9,853軒 - 住居密度: 10軒/km2（26軒/mi2） 人種別人口構成 - 白人: 98.21% - アフリカン・アメリカン: 0.25% - ネイティブ・アメリカン: 0.37% - アジア人: 0.17% - 太平洋諸島系: 0.02% - その他の人種: 0.16% - 混血: 0.82% - ヒスパニック・ラテン系: 0.75% 先祖による構成 - アメリカ人：36.6％ - ドイツ系：21.0％ - アイルランド系：9.3％ - イギリス系：8.9％ | 年齢別人口構成 - 18歳未満: 26.6% - 18-24歳: 7.2% - 25-44歳: 28.8% - 45-64歳: 24.5% - 65歳以上: 12.8% - 年齢の中央値: 38歳 - 性比（女性100人あたり男性の人口） - 総人口: 99.0 - 18歳以上: 97.8 世帯と家族（対世帯数） - 18歳未満の子供がいる: 33.6% - 結婚・同居している夫婦: 62.3% - 未婚・離婚・死別女性が世帯主: 8.5% - 非家族世帯: 25.2% - 単身世帯: 21.3% - 65歳以上の老人1人暮らし: 8.9% - 平均構成人数 - 世帯: 2.60人 - 家族: 3.00人 収入と家計 - 収入の中央値 - 世帯: 36,529米ドル - 家族: 41,282米ドル - 性別 - 男性: 32,011米ドル - 女性: 21,782米ドル - 人口1人あたり収入: 16,884米ドル - 貧困線以下 - 対人口: 9.4% - 対家族数: 6.1% - 18歳未満: 12.0% - 65歳以上: 8.0% |

## 郡区
オーウェン郡は下記13の郡区に分割されている。
| - クレイ - フランクリン - ハリソン - ジャクソン - ジェファーソン | - ジェニングス - ラファイエット - マリオン - モンゴメリー | - モーガン - テイラー - ワシントン - ウェイン |

## 都市と町
- ゴスポート
- スペンサー - 郡庁所在地

### 未編入の町
コールシティ、フリーダム、パトリックスバーグ、クインシー